# Boeing 777
Boeing 777 je širokotrupno dvomotorno potniško letalo ameriškega proizvajalca Boeing Commercial Airplanes. Velja za največje dvomotorno letalo na svetu, 777 je bil zasnovan za premostitev vrzeli med Boeingovimi širokotrupnimi letali, predvsem med dvomotornim 767 in štirimotornim 747. Trojni 7 je tržno najuspešnejše Boeingovo komercialno sodobno letalo z preko 1700 dostavljenimi letali. Letalo si deli type rating z 787. Večina posadk, ki leti na A380 in B777 ima raje trojni 7. Pelje lahko največ 550 potnikov v enem razredu, vendar se po navadi število sedežev giba od 300-400 v tri razredni konfiguraciji. Doseg letala se giblje od 9500 km pri 777-200 do 17500 km pri dolgoprogašu 777-200LR. Boeing 777 je prvo Boeingovo letalo, ki je imelo nameščen sistem Fly-By-Wire. Velja za prvo letalo, načrtovano povsem z računalniki. Posebnost pri 777 je tudi pristajalno podvozje, ima dve nosni kolesi in dve gondoli s po šest kolesi vsaka. Druga velika letala imajo več gondol.
Septembra 2011 je Boeing najavil novo verzijo 777X, natančneje 777-8X in 777-9X; slednji bo za 2,13 metra daljši od 777-300ER in bo tako najdaljše potniško letalo na svetu, pred Boeingom 747-8. V trirazredni konfiguraciji bo imel 407 sedežev, torej 42 več od trenutno največjega 777-300ER. Razpon kril se bo povečal iz 64.8 na 71,3 metra. Zaradi uporabe ogljikovih vlaken in drugih naprednih materialov se bo skupna vzletna masa znižala od 352 na 344 ton. Pri novi GE9X različici bo zmanjšan tudi potisk trenutno najmočejših motorjev GE-90-115B, ki znaša 115.000 funtov, na 99.500 funtov. Obstaja možnost da bo General Electric uporabil večji premer ventilatorja - 335 cm, 10 cm več od trenutnih 325. Novo letalo naj bi poletelo leta 2019. 

## Tehnične specifikacije
| Model                  | 777-200                                                                  | 777-200ER                                                                | 777-200LR                                                                | 777 Tovornik                                                             | 777-300                                                                               | 777-300ER                                                                | 777-8X                                          | 777-9X                                          |
| ---------------------- | ------------------------------------------------------------------------ | ------------------------------------------------------------------------ | ------------------------------------------------------------------------ | ------------------------------------------------------------------------ | ------------------------------------------------------------------------------------- | ------------------------------------------------------------------------ | ----------------------------------------------- | ----------------------------------------------- |
| Posadka                | 2                                                                        | 2                                                                        | 2                                                                        | 2                                                                        | 2                                                                                     | 2                                                                        | 2                                               | 2                                               |
| Kapaciteta sedežev,    | 314 (3 razredi) 400 (2 razreda) 440 (maksimum)                           | 314 (3 razredi) 400 (2 razreda) 440 (maksimum)                           | 314 (3 razredi) 400 (2 razreda) 440 (maksimum)                           | N/A (tovor)                                                              | 386 (3 razredi) 451 (2 razreda) 550 (maksimum)                                        | 386 (3 razredi) 451 (2 razreda) 550 (maksimum)                           | 353 (3 razredi)                                 | 407 (3 razredi)                                 |
| Dolžina                | 209 ft 1 in (63,73 m)                                                    | 209 ft 1 in (63,73 m)                                                    | 209 ft 1 in (63,73 m)                                                    | 209 ft 1 in (63,73 m)                                                    | 242 ft 4 in (73,86 m)                                                                 | 242 ft 4 in (73,86 m)                                                    | 228 ft 2 in (69,55 m)                           | 250 ft 11 in (76,48 m)                          |
| Razpon kril            | 199 ft 11 in (60,93 m)                                                   | 199 ft 11 in (60,93 m)                                                   | 212 ft 7 in (64,80 m)                                                    | 212 ft 7 in (64,80 m)                                                    | 199 ft 11 in (60,93 m)                                                                | 212 ft 7 in (64,80 m)                                                    | : 233 ft 3 in (71,09 m) : 212 ft 8 in (64,82 m) | : 233 ft 3 in (71,09 m) : 212 ft 8 in (64,82 m) |
| Naklon kril            | 31.64°                                                                   | 31.64°                                                                   | 31.64°                                                                   | 31.64°                                                                   | 31.64°                                                                                | 31.64°                                                                   | TBA                                             | TBA                                             |
| Višina                 | 60 ft 9 in (18,52 m)                                                     | 60 ft 9 in (18,52 m)                                                     | 61 ft 1 in (18,62 m)                                                     | 61 ft 1 in (18,62 m)                                                     | 60 ft 8 in (18,49 m)                                                                  | 60 ft 8 in (18,49 m)                                                     | 64 ft 6 in (19,66 m)                            | 64 ft 6 in (19,66 m)                            |
| Širina kabine          | 19 ft 3 in (5,87 m)                                                      | 19 ft 3 in (5,87 m)                                                      | 19 ft 3 in (5,87 m)                                                      | 19 ft 3 in (5,87 m)                                                      | 19 ft 3 in (5,87 m)                                                                   | 19 ft 3 in (5,87 m)                                                      | 20 ft (6,10 m)                                  | 20 ft (6,10 m)                                  |
| Širina trupa           | 20 ft 4 in (6,20 m)                                                      | 20 ft 4 in (6,20 m)                                                      | 20 ft 4 in (6,20 m)                                                      | 20 ft 4 in (6,20 m)                                                      | 20 ft 4 in (6,20 m)                                                                   | 20 ft 4 in (6,20 m)                                                      | 20 ft 4 in (6,20 m)                             | 20 ft 4 in (6,20 m)                             |
| Kapaciteta tovora      | 5.720 cu ft (162,0 m3) 32× LD3                                           | 5.720 cu ft (162,0 m3) 32× LD3                                           | 5.720 cu ft (162,0 m3) 32× LD3                                           | 23.051 cu ft (652,7 m3) 37 palet                                         | 7.640 cu ft (216,3 m3) 44× LD3                                                        | 7.640 cu ft (216,3 m3) 44× LD3                                           | 40× LD3                                         | 48× LD3                                         |
| Maks. pristajalna teža | 445.000 lb (201.840 kg)                                                  | 470.000 lb (213.180 kg)                                                  | 492.000 lb (223.168 kg)                                                  | 575.000 lb (260.816 kg)                                                  | 524.000 lb (237.680 kg)                                                               | 554.000 lb (251.290 kg)                                                  | TBA                                             | TBA                                             |
| Maks. vzletna teža     | 545.000 lb (247.200 kg)                                                  | 656.000 lb (297.550 kg)                                                  | 766.000 lb (347.500 kg)                                                  | 766.800 lb (347.800 kg)                                                  | 660.000 lb (299.370 kg)                                                               | 775.000 lb (351.500 kg)                                                  | 775.000 lb (351.500 kg)                         | 775.000 lb (351.500 kg)                         |
| Potovalna hitrost      | Mach 0,84 (560 mph, 905 km/h, 490 vozlov) na višini 35.000 ft (11.000 m) | Mach 0,84 (560 mph, 905 km/h, 490 vozlov) na višini 35.000 ft (11.000 m) | Mach 0,84 (560 mph, 905 km/h, 490 vozlov) na višini 35.000 ft (11.000 m) | Mach 0,84 (560 mph, 905 km/h, 490 vozlov) na višini 35.000 ft (11.000 m) | Mach 0,84 (560 mph, 905 km/h, 490 vozlov) na višini 35.000 ft (11.000 m)              | Mach 0,84 (560 mph, 905 km/h, 490 vozlov) na višini 35.000 ft (11.000 m) | TBA                                             | TBA                                             |
| Maks. hitrost          | Mach 0,89 (590 mph, 950 km/h, 512 vozlov) na višini 35.000 ft (11.000 m) | Mach 0,89 (590 mph, 950 km/h, 512 vozlov) na višini 35.000 ft (11.000 m) | Mach 0,89 (590 mph, 950 km/h, 512 vozlov) na višini 35.000 ft (11.000 m) | Mach 0,89 (590 mph, 950 km/h, 512 vozlov) na višini 35.000 ft (11.000 m) | Mach 0,89 (590 mph, 950 km/h, 512 vozlov) na višini 35.000 ft (11.000 m)              | Mach 0,89 (590 mph, 950 km/h, 512 vozlov) na višini 35.000 ft (11.000 m) | TBA                                             | TBA                                             |
| Največji doseg         | 5,240 nmi (9,700 km, 6,027 mi)                                           | 7,725 nmi (14,310 km, 8,892 mi)                                          | 9,380 nmi (17,370 km, 10,793 mi)                                         | 4,900 nmi (9,070 km, 5,636 mi)                                           | 6,005 nmi (11,120 km, 6,910 mi)                                                       | 7,930 nmi (14,690 km, 9,128 mi)                                          | > 9,300 nmi (17,224 km, 10,702 mi)              | > 8,200 nmi (15,186 km, 9,436 mi)               |
| Vzletna razdalja       | 2.438 m                                                                  | 3.383 m                                                                  | 2.804 m                                                                  | 2.834 m                                                                  | 3.230 m                                                                               | 3.048 m                                                                  |                                                 |                                                 |
| Kapaciteta goriva      | 31.000 US gal (117.348 L)                                                | 45.220 US gal (171.176 L)                                                | 47.890 US gal (181.283 L)                                                | 47.890 US gal (181.283 L)                                                | 45.220 US gal (171.176 L)                                                             | 47.890 US gal (181.283 L)                                                |                                                 |                                                 |
| Višina leta            | 43.100 ft (13.140 m)                                                     | 43.100 ft (13.140 m)                                                     | 43.100 ft (13.140 m)                                                     | 43.100 ft (13.140 m)                                                     | 43.100 ft (13.140 m)                                                                  | 43.100 ft (13.140 m)                                                     | 43.100 ft (13.140 m)                            | 43.100 ft (13.140 m)                            |
| Motorji (×2)           | PW 4077 RR 877 GE90-77B                                                  | PW 4090 RR 895 GE90-94B                                                  | GE90-110B1 GE90-115B1                                                    | GE90-110B1 GE90-115B1                                                    | PW 4098 RR 892 GE90-92B/-94B                                                          | GE90-115B1                                                               | GE9X                                            | GE9X                                            |
| Potisk motorjev (×2)   | PW: 77,000 lbf (342 kN) RR: 76,000 lbf (338 kN) GE: 77,000 lbf (342 kN)  | PW: 90,000 lbf (400 kN) RR: 93,400 lbf (415 kN) GE: 93,700 lbf (417 kN)  | GE −110B: 110,100 lbf (490 kN) GE −115B: 115,300 lbf (512 kN)            | GE −110B: 110,100 lbf (490 kN) GE −115B: 115,300 lbf (512 kN)            | PW: 98,000 lbf (436 kN) RR: 93,400 lbf (415 kN) GE: 92,000/93,700 lbf (409 kN/418 kN) | GE: 115,540 lbf (514 kN)                                                 | GE: 105,000 lbf (470 kN)                        | GE: 105,000 lbf (470 kN)                        |

Opomba: Podatki za 777X so preliminarni.

Vir: Specifikacije Boeing 777, Poročilo o Boeing 777 za načrtovanje letališč, in drugi viri.